# 掛川市二の丸美術館
掛川市二の丸美術館（かけがわしにのまるびじゅつかん、英語: Ninomaru Art Museum）は、静岡県掛川市掛川1142-1にある公立の美術館。運営主体は公益財団法人掛川市文化財団。

## 概要
1998年(平成10年）4月に煙草道具などの細密工芸品を主とする「木下コレクション」と近代日本画を収集した「鈴木コレクション」を基に設立し、現在は公益財団法人 掛川市文化財団が運営している。

## 収集・展示
1997年 (平成9年)掛川市出身の実業家、木下満男(1932-1996)が掛川市に寄贈した「木下コレクション」約2,000点と1979年(昭和54年) 掛川市の実業家、鈴木始一(1902-1985)から掛川市に寄贈された近代日本画「鈴木コレクション」を収蔵・展示の中核としている。
その他、城下町掛川由来の文物・郷土の歴史・現代作家等の展示にも力を入れており、歴史・古典物に限らずあらゆるジャンルの作品の展示・収集を行っている。

## 主な所蔵品
「木下コレクション」
煙草道具をはじめとする美術工芸品のコレクション。収蔵品の半数にあたる約1,000点が煙草道具。また、収蔵品は煙草道具のみならず、印籠・刀装具・化粧道具といった細密工芸品、明治期の蒔絵・彫金作品など多岐にわたる。
「鈴木コレクション」
近代日本画のコレクション。コレクションは、明治から大正・昭和期を代表する著名な作家たちの作品が集約されている。横山大観、川合玉堂、前田青邨、竹内栖鳳、福田平八郎など各画壇で活躍した巨匠たちの作品を収蔵。